# Éloise
Éloise è un comune francese di 874 abitanti situato nel dipartimento dell'Alta Savoia della regione dell'Alvernia-Rodano-Alpi.

## Storia

### Simboli
Lo stemma è stato adottato il 6 febbraio 2003. L'oro e il blu  sono i colori della Contea di Ginevra;
la croce di Savoia sottolinea l'appartenenza all'Alta Savoia;
le foglie rappresentano le tre frazioni (Fiolaz, Bois d'Arlod, Bonvy) e le foreste di querce.
Il ponte è quello di Grésin, che scavalca il Rodano e collega l'Ain all'Alta Savoia.

## Società

### Evoluzione demografica
Abitanti censiti